# Clarence Irving Lewis
Clarence Irving Lewis [klerens irving luis], ameriški filozof in logik, * 12. april 1883, Stoneham, Massachusetts, Združene države Amerike, † 3. februar 1964, Menlo Park, Kalifornija .
Znan je kot utemeljitelj konceptualnega pragmatizma. Kot logik se je kasneje usmeril v epistemologijo in v zadnjih 20 letih svojega življenja napisal veliko o etiki. Ameriški časopis The New York Times se ga spominja kot vodilnega na področju simbolne logike in filozofskih konceptih znanja ter vrednot.

## Življenje
Lewis se je rodil 12. aprila 1883 v Stonehamu v ameriški zvezni državi Massachusetts. Odraščal je v skromnih razmerah. S filozofijo se je spoznal pri 13 letih s prebiranjem o grških predsokratskih filozofih, še posebej o Anaksagoru in Heraklitu. Na njegovo razmišljanje je zelo vplival Immanuel Kant.
Leta 1902 se je vpisal na Univerzo Harvard, kjer je leta 1905 z odliko diplomiral iz filozofije. Nato je poučeval angleščino na srednji šoli v Quincyju v Massachusettsu in na Univerzi Kolorada. Leta 1906 se je poročil z Mable Maxwell Graves. Med leti 1908-1910 je opravljal doktorat filozofije. Kasneje je poučeval filozofijo na Berkeleyju. Po letu 1920 se je vrnil na Harvard, kjer je poučeval vse do svoje upokojitve leta 1953. Njegovo predavanje na Harvardu o Kantovi Kritiki čistega uma je bilo med bolj znanimi v dodiplomskem študiju filozofije v ZDA vse do njegove upokojitve.
Leta 1930 mu je umrla hčerka, leta 1932 pa je sam doživel srčno kap. Kljub tragedijam je v tem času ostal produktiven na področju filozofije. Leta 1929 je postal član Ameriške akademije Umetnosti in znanosti. 1933 je vodil združenje ameriških filozofov (American Philosophical Association).
Lewis je med leti 1957 in 1958 predaval na Stanfordu, kjer je prvič predstavil svoje raziskave.
Med leti 1959 in 1960 je bil član Centra za napredne študije (Center for Advanced Studies) na Wesleyan Univerzi Wesleyan. Umrl je 3. februarja 1964.

## Doprinos k filozofiji

### Logika
Pod mentorstvom Josiaha Royca je Lewis doktoriral iz logike. Danes je Lewis znan kot začetnik moderne filozofske logike. Kritiziral je delo Principia Mathematica Bertrand Russella in njegovo načelo materialne implikacije a→b kot »iz a sledi b«. Namesto tega je predlagal striktno implikacijo, ki preprečuje, da bi iz napačnega pogoja sledila pravilna posledica.
Njegovo prvo besedilo na področju logike Raziskava simbolne logike (A Survey of Symbolic Logic) iz leta 1918 je bilo v tedanjem času edino besedilo v angleškem jeziku, ki je vključevalo razpravo o logičnih zapisih Charlesa Sandersa Peircea. Lewis se je strinjal s Peirceom, da naj bi bila "resnica" oziroma pomen pojma posledica izkušenj ter da so pojmi med sabo povezani.

### Pragmatist
Okoli leta 1930 je ameriška filozofija začela doživljati prelomno točko, zaradi prihoda logičnega empirizma, ki so ga s seboj ob begu iz nacistične Nemčije prinesli evropski filozofi. Ta nova doktrina je izpodbijala ameriške filozofe, med drugimi tudi Lewisa. Vseeno pa se je logični empirizem s poudarkom na znanstvenih modelih znanja in logični analizi pomena kmalu uveljavil kot prevladujoča težnja ameriške filozofije.
Logični pozitivizem je zavračal vrednote kot je pomanjkanje kognitivnega pomena, ki je zavračalo analiziranje izkušenj v dobrobit fizikalizma. Obe zavračanji sta se izkazali za obžalovanja vredni. Njegovo vse večje zavedanje pragmatične tradicije ga je vodilo ravno v obratno smer. Za Lewisa je nekaj samo znotraj izkušenj lahko pomembno za nekaj drugega.
Tako je uvidel vrednoto kot način predstavljanja pomembnosti znanja za usmerjanje prihodnosti. To prepričanje ga je vodilo do spoznanja odražanja pozitivizma in pragmatizma in spoznavne zgradbe pomena izkušenj.
Lewis je močno nasprotoval pozitivističnemu dojemanju vrednosti izjav. V svojem eseju z naslovom Logični pozitivizem in pragmatizem je Lewis razkril svoje nestrinjanje z verifikacionizmom s primerjanjem le-tega s svojo preferirano pragmatično koncepcijo empiričnega pomena. Od začetka je videl tako pragmatizem kot logični pozitivizem kot obliki empiricizma. Na prvi pogled se zdi, da pragmatična koncepcija pomena navkljub svojim drugačnim oblikam in osredotočenosti na delovanje, odslikava zahteve verifikacije logičnega pozitivizma.
Vseeno Lewis vztraja, da obstaja velika razlika med pragmatizmom, ki pokriva pomen predstavljivih izkušenj, in pozitivizmom, ki reducira povezavo med pomenom in izkušnjo vse do logične oblike.
Za Lewisa pozitivistična koncepcija pomena izpušča natančno tisto, kar bi pragmatist štel za empirični pomen. Po Lewisovem mnenju naj logičnim pozitivistom ne bi uspevalo razlikovati  med lingvističnim in empiričnim pomenom. Pozitivisti so želeli zgraditi sistem poznavanja, ki bi se začel z »logičnimi atomi«, ki bi lahko bili temelj, na katerem bi bilo vse poznavanje nedvomno. Verjeli so, da imata lahko logika in matematika teoretično resnico in da lahko veliko osnovnih lingvističnih pojmov štejemo za analitične – glede na to, da se njihova resničnost kaže že v sami definiciji, kot npr. »samec je neporočen moški«. Lewis je poudaril, da bi lahko bile vse take lingvistične definicije drugačne in da Kantova ideja sintetičnih a priori resnic potemtakem propade. Kantova ideja, da sta bili Evklidova geometrija in Newtonova fizika temeljni kategoriji razumevanja, je bila torej napačna.
Med možnimi geometrijami izbiramo glede na njihovo uporabnost za razlaganje izkušenj. Ob povedanem moramo izbirati tudi med možnimi logikami, z empiričnim testiranjem njihovih uporabnosti v svetu. Lewis je vedel, da imajo analitične resnice empiričen oziroma sintetičen temelj. V nasprotju z logičnimi pozitivisti se je Lewis zavedal, da je bistvo stavka vsebina izkušenj.

### Epistemologija
Lewisovo delo Mind and the World Order iz leta 1929 je danes obravnavano kot eno najpomembnejših del 20. stoletja v epistemologiji. Zato Lewisa štejemo tudi med ameriške pragmatike.

### Etika in estetika
Lewisova pozna dela o etiki vključujejo monografije Lewis (1955, 1957) in posmrtno zbirko Lewis (1996). Od 1950 pa do njegove smrti je napisal mnogo osnutkov poglavij predlaganih razprav o etiki, katerih zaradi smrti ni uspel dokončati.

### Zapuščina
Lewisova dela so bila v zadnjih letih precej zapostavljena, čeprav je svoje ideje podrobno predstavil. Uvrščamo ga med pragmatike in zgodnje analitične filozofe. Njegov ugled danes narašča ob vedno večjem zanimanju za pragmatizem in ameriško filozofijo. Nekatera Lewisova dela so hranjena v Stanfordski univerzi.

## Dela
- 1918. A Survey of Symbolic Logic.
- 1929. Mind and the World Order: Outline of a Theory of Knowledge.
- 932. Symbolic Logic (s Cooper H. Langford).
- 1946. An Analysis of Knowledge and Valuation.
- 1955. The Ground and Nature of the Right.
- 1957. Our Social Inheritance.
- 1969 (John Lange). Values and Imperatives: Studies in Ethics.
- 1970 (Goheen, J. D., in Mothershead, J. L. Jr., eds.). Collected Papers.